# Phthoa occidentalis
Phthoa occidentalis är en insektsart som beskrevs av Rehn, J.A.G. 1911. Phthoa occidentalis ingår i släktet Phthoa och familjen Diapheromeridae. Inga underarter finns listade i Catalogue of Life.